# Miczurino (Mordowia)
Miczurino (ros. Мичурино) – wieś (sieło) w Rosji, w Mordowii, w rejonie czamzińskim. W 2010 liczyła 412 mieszkańców.